# Getto w Sosnowcu
Getto w Sosnowcu (niem. Ghetto Sosnowitz; jid. ‏סאָסנאָװיצער געטאָ‎,

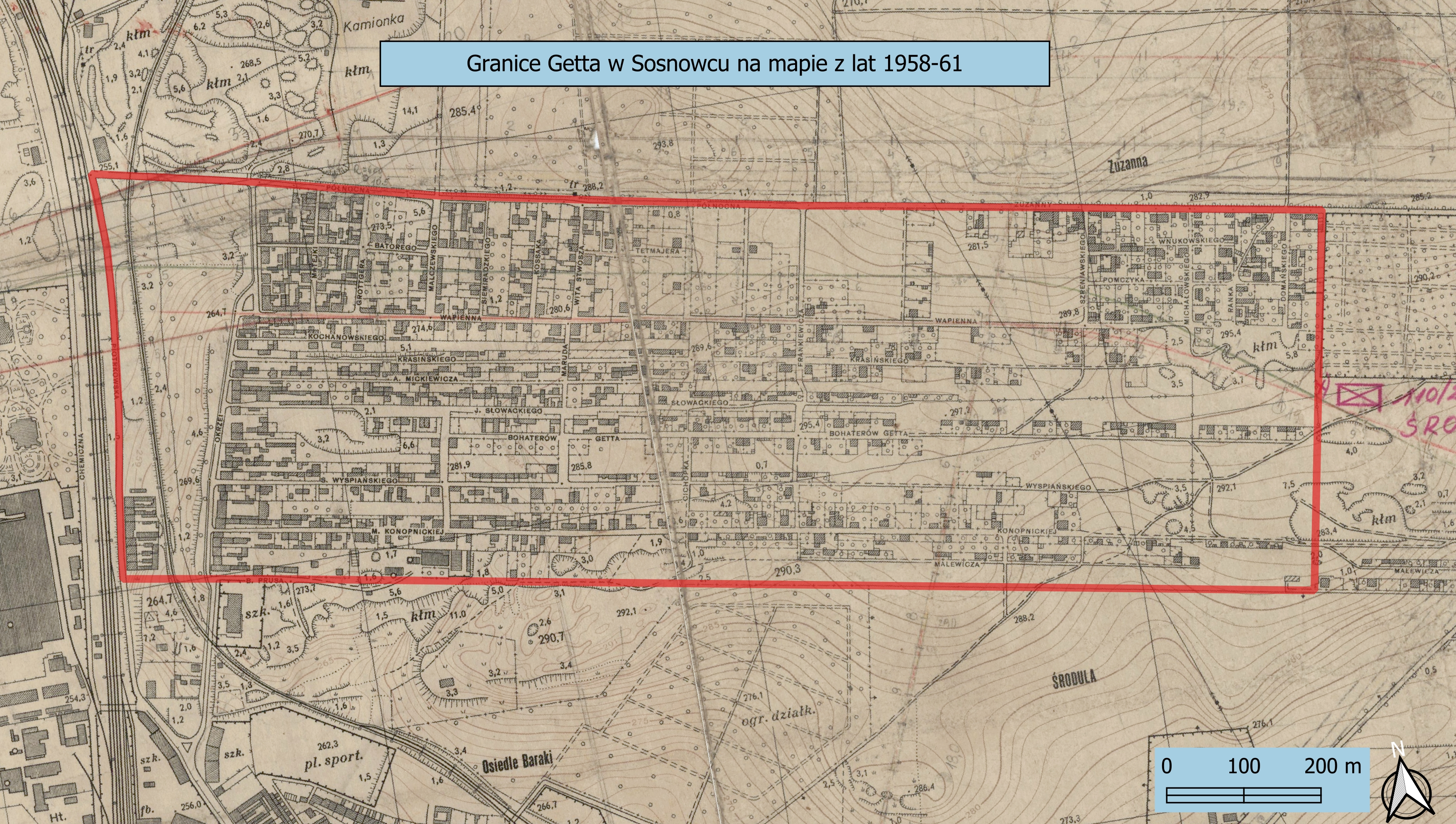
Granice Getta w Sosnowcu - Środuli na mapie z lat 1958-61.

Granice Getta w Sosnowcu - Środuli na współczesnej mapie OSM - Open Street Map

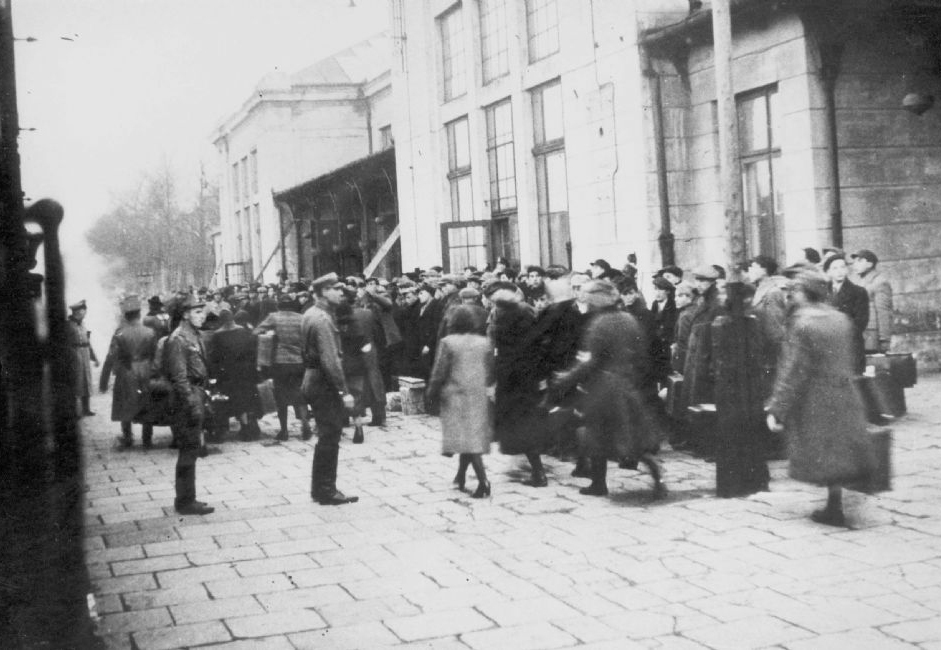
Likwidacja getta w Sosnowcu

געטאָ אין סאָסנאָװיץ; Geto in Sosnowic, Sosnowicer geto) – zorganizowane w Sosnowcu przez niemieckich nazistów getto żydowskie, stworzone w 1940 i zlikwidowane w 1944 r.
W 1939 r. Żydzi, w liczbie 30 000 osób, stanowili ok. 20% mieszkańców miasta. Po wybuchu II wojny światowej i zajęciu Sosnowca przez Niemców i włączeniu miasta do Rzeszy rozpoczęły się prześladowania ludności żydowskiej; naziści wysadzili Wielką Synagogę w Sosnowcu już 9 września. Zaczęły się też pierwsze przesiedlenia w mieście, zamierzające do koncentracji Żydów w jednym obszarze. Władze niemieckie zdecydowały się także przesiedlić większość Żydów z prowincji Górny Śląsk do Bytomia i Sosnowca. W następnych miesiącach przymusowo przesiedlano ludność pochodzenia żydowskiego, głównie z pobliskich terenów (zwiększając liczbę Żydów w Sosnowcu z 30 000 do 45 000). Pod koniec 1942 r. Sosnowiec i Będzin były jedynymi miastami w Zagłębiu Dąbrowskim zamieszkałymi przez Żydów. 
W Sosnowcu powstał Judenrat, na którego czele stanął kontrowersyjny Mojżesz Merin, przed wojną mający opinią lawiranta i hazardzisty. W okresie 1940–1943 (do swojej śmierci) Merin stał się znaczącym żydowskim politykiem nie tylko w Sosnowcu, ale – jako przewodniczący Centrali Żydowskich Rad Starszych na Wschodnim Górnym Śląsku – w całym rejonie Górnego Śląska, współpracujący z Niemcami. Wyznawał zasadę, że tylko pełna współpraca może dać szansę na przetrwanie; od jego decyzji zależało życie i śmierć mieszkańców żydowskich na Górnym Śląsku.
Pod koniec 1942 r. Żydzi sosnowieccy zostali przesiedleni do jednej dzielnicy – na Środulę, w marcu 1943 r. tworzenie getta środulskiego zostało zakończone. Getto to sąsiadowało z gettem będzińskim. Teren getta był wyznaczony przebiegiem ulic: Zuzanny (od północy), Boleslawa Prusa (od południa), Stefana Jędryczki (od wschodu), Stefana Okrzei (od zachodu). Teren getta nie był ogrodzony, jednak jego opuszczenie karane było śmiercią.
W 1942 r. zaczęła się likwidacja getta przez serię transportów jego mieszkańców do obozów koncentracyjnych, przyspieszyła ona w 1943 r.
Na terenie getta działał lokalny oddział Żydowskiej Organizacji Bojowej. Gdy 1 sierpnia rozpoczęła się ostateczna akcja likwidacyjna gett w Będzinie i na Środuli w Sosnowcu, ruch oporu odpowiedział akcją samoobrony ludności znaną jako powstanie w getcie będzińsko-sosnowieckim.

## Upamiętnienie

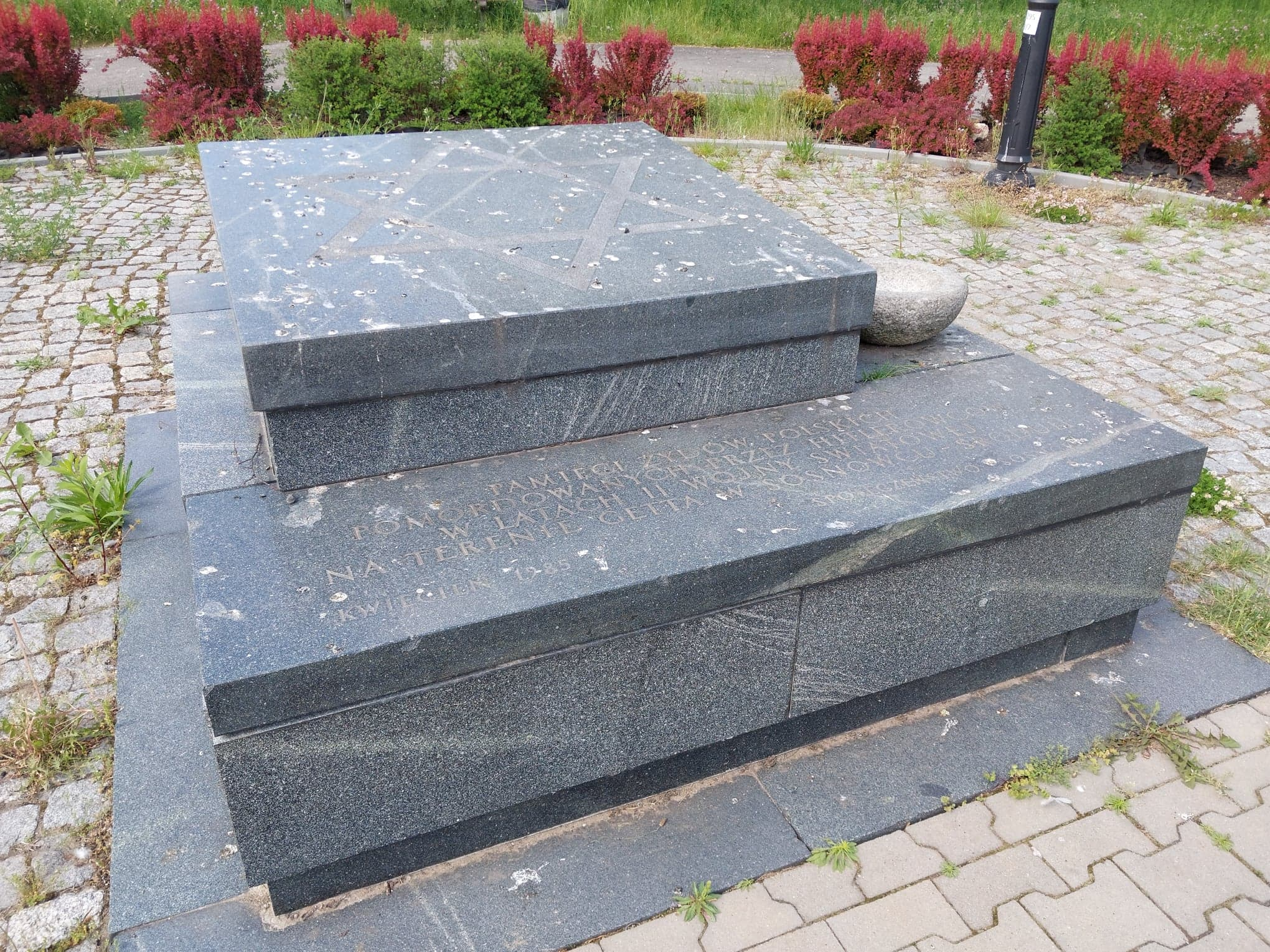
Pomnik na placu Braci Kożuchów

W dzisiejszym Sosnowcu pamięć o getcie jest upamiętniona na okolicznościowej płycie na placu przy ulicy Ujejskiego, pomniku na placu Braci Kożuchów z napisem „Pamięci Żydów polskich pomordowanych przez hitlerowców w latach II wojny światowej na terenie getta w Sosnowcu-Środuli”, a pamięć o powstaniu, nazwą ulicy (Bohaterów Getta) i wymienionego placu (Bolesław Kożuch i Józef Kożuch byli jednymi z przywódców tego powstania).

## Wspomnienia w kulturze
- Getto sosnowieckie jest głównym miejscem akcji komiksu Maus. Opowieść ocalałego.
- Film Mur w reżyserii Roberta Markowitza(inne języki) kręcony był w Sosnowcu – Środula na terenach po dawnym getcie stanowiąc scenografię naśladująca warszawskie getto[3].
- Spektakl Krajobraz Mausa w reżyserii Remigiusza Brzyka, ze scenariuszem i dramaturgią Igi Gańczarczyk, inspirowany komiksem Maus. Opowieść ocalałego Arta Spiegelmana[4].